# O Ébrio
O Ébrio é uma telenovela brasileira produzida e exibida pela TV Globo de 8 de novembro de 1965 a 18 de fevereiro de 1966, em 75 capítulos. Foi a 1ª "novela das oito" exibida pela emissora de forma diária, sendo substituída por O Rei dos Ciganos. 
Escrita e dirigida por José Castellar e Heloísa Castellar, a produção é inspirada na canção homônima de Vicente Celestino, e contou com uma participação do cantor no primeiro capítulo.

## Enredo
| “ | Tornei-me um ébrio e na bebida busco esquecer Aquela ingrata que eu amava e que me abandonou Apedrejado pelas ruas vivo a sofrer Não tenho lar e nem parentes, tudo terminou | ” |

O Ébrio conta a história de Gilberto, um homem que, após ser enganado por seus parentes e amigos e traído pela esposa, é dado como morto em razão de seu severo alcoolismo. Uma troca de identidade lhe confere a alcunha de "O Ébrio", pela qual passa a ser conhecido.

## Elenco
| Interprete        | Personagem            |
| ----------------- | --------------------- |
| Ricardo Nóvoa     | Gilberto              |
| Líria Marçal      | Marieta               |
| Nydia Lícia       | Francisca             |
| Eloísa Mafalda    | Eloísa                |
| Berta Zemel       | Adélia                |
| Xandó Batista     | Coronel Romualdo      |
| Jacyra Silva      | Regina                |
| Rogério Márcico   | Rogerinho             |
| Márcia Cardeal    | Vera                  |
| Vicente Celestino | Participação Especial |
| Telcy Perez       | Medeiros              |
| Lucy Meirelles    | Liza                  |
| Gervásio Marques  |                       |
| Osmano Cardoso    |                       |
| Rubens Campos     |                       |
| Francisco Serrano |                       |